# Knola (podcelek)
Knola je geomorfologický podcelek Volovských vrchů. Nejvyšší vrcholem podcelku je Babiná, dosahující výšky 1278 m n. m..

## Vymezení
Knola leží v západní části pohoří a částečně (ve východní části) ji vymezují údolí řeky Hnilec a Železného potoka. Ze tří stran sousedí s podcelky Volovských vrchů, ze severu jsou to Havranie vrchy, z východu Hnilecké vrchy a z jihu Zlatý stôl. Na západě vede v údolí řeky Slané hranice s Revúckou vrchovinou a jejím podcelkem Dobšinské predhorie.

## Nejvyšší vrcholy
- Babiná (1278 m n. m.) - nejvyšší vrch podcelku
- Veľká Knola (1266 m n. m.)
- Smrečinka (1266 m n. m.)
- Muráň (1260 m n. m.)

## Chráněná území
- Muráň - přírodní rezervace
- Knola - chráněný areál [2]
- Volovské vrchy - chráněné ptačí území
- Hnilecké rašeliniská - území evropského významu